# Мейлус, Альбертас Пранович
Альбертас Пранович Мейлус (лит. Albertas Meilus) — советский хозяйственный, государственный и политический деятель, Герой Социалистического Труда.

## Биография
Родился в 1925 году в Рокишкском уезде Литвы. Член КПСС с 1950 года.
Окончил Республиканскую партийную школу, Бельведерский сельскохозяйственный техникум.
Участник Великой Отечественной войны.
С 1950 года — на хозяйственной, общественной и политической работе: первый секретарь Вевяйского райкома ЛКСМ Литвы, секретарь Рамугальского райкома КП Литвы, председатель колхоза «Тиеса» Паневежского района Литовской ССР.
Заслуженный работник сельского хозяйства Литовской ССР (1975).
Указом Президиума Верховного Совета СССР от 16 марта 1981 года присвоено звание Героя Социалистического Труда с вручением ордена Ленина и золотой медали «Серп и Молот».
Избирался депутатом Верховного Совета СССР 10-го созыва.
Жил в Литве.